# 3135 Lauer
3135 Lauer (1981 EC9) là một tiểu hành tinh vành đai chính được S. J. Bus phát hiện vào ngày 1 tháng 3 năm 1981 tại Siding Spring. Nó được đặt theo tên của nhà thiên văn học Tod R. Lauer.